# Тринідад і Тобаго на літніх Олімпійських іграх 1948
Тринідад і Тобаго брали участь у Літніх Олімпійських іграх 1948 у Лондоні (Велика Британія) вперше за свою історію, і завоювали одну срібну медаль. Це перша олімпійська медаль збірної Тринідаду і Тобаго.

## Срібло
- Важка атлетика, чоловіки — Родні Вілкс.